# Адамовский сельсовет
Адамовский сельсовет — упразднённая административная единица на территории Полоцкого района Витебской области Республики Беларусь.

## История
10 октября 2013 года сельсовет был упразднён, его населённые пункты вошли в состав Азинского сельсовета и Боровухского сельсовета.

## Состав
Адамовский сельсовет включал 28 населённых пунктов:
- Адамово — деревня.
- Бело-Матейково — деревня.
- Болдыши — деревня.
- Голяково — деревня.
- Грамоще — деревня.
- Заполье — деревня.
- Кевлы — деревня.
- Константиново — деревня.
- Кочережино — деревня.
- Крумплево — деревня.
- Куликово — деревня.
- Кушлики — агрогородок.
- Матейково — деревня.
- Матюши — деревня.
- Метлы — деревня.
- Микулино — деревня.
- Новинье — деревня.
- Новые Замшаны — деревня.
- Парфеновцы — деревня.
- Перхальщина — деревня.
- Плиговки — деревня.
- Подозерцы — деревня.
- Райково — деревня.
- Рябиновка — деревня.
- Струбки — деревня.
- Тересполье — деревня.
- Федорово — деревня.
- Якубенки — деревня.